# Alberton (Sudafrica)
Alberton è una città sita nella zona orientale della provincia di Gauteng, in Sudafrica. La città, che ha celebrato il suo centenario della fondazione nel 2005, ha una popolazione di circa 200 000 abitanti. È una tipica città dormitorio sudafricana, composta per lo più da lavoratori pendolari.